# Dénes Lajos (esztéta)
Dénes Lajos, született Deutsch (Garamdamásd, 1879. január 15. – Budapest, 1942. augusztus 20.) magyar esztéta, tanár.

## Élete
Deutsch Mór Áron (1844–1909) és Ehrenfeld Sarolta (1847–1918) fia. Testvére, Deutsch Ármin (1868–1940) hitközségi tanító volt. Középiskolai és felsőfokú tanulmányait is Budapesten végezte. Tehetségére már egyetemi hallgatóként felfigyeltek tanárai, többek között Beöthy Zsolt, Gyulai Pál és Alexander Bernát. Tanári és bölcsészetdoktori képesítést szerzett. A Károlyi-kormány alatt budapesti tankerületi főigazgatónak nevezték ki. 1920-ban elmozdították állásából, csak 1924-ben sikerült megkapnia a nyugdíját. Klebelsberg Kuno kultuszminiszter megbízta a Nemzeti Színház történetének megírásával, és ezzel összefüggésben nagyobb összegű ösztöndíjat kapott külföldi tanulmányútra. Több iskolai tankönyve, esztétikai tanulmánya jelent meg. 1928-tól az Országos Színészegyesület Színészképző Iskolájában tanított. Szerkesztette az Alexander-Emlékkönyvet és társszerzője volt a Beöthy-Emlékkönyvnek. Közel egy évtizeden keresztül a Pesti Izraelita Nőegylet titkára volt.
A Kozma utcai izraelita temetőben helyezték örök nyugalomra.
Nagybátyja Ehrenfeld Náthán prágai főrabbi volt.

## Családja
Házastársa dr. Kolozs Regina (1877–1945) tanárnő volt, Korach Márkus és Rosenfeld Jozefa lánya, akit 1905. július 2-án Budapesten vett nőül.
Gyermekei:
- dr. Dénes Anna (1906–1984) vegyész. Férje dr. Székács-Schönberger István (1907–1999) orvos volt.[14][15]
- dr. Dénes Magda (1908–1981)[16] tanár, gyermekpszichológus, neveléstörténész. Férje Nagy István György volt.
- dr. Dénes Klára (1910–1985) vegyész. Férje dr. Rákosi Tibor (1910–2001) vegyészmérnök volt.[17]

## Főbb művei
- Az esztétikai közösség törvénye (Budapest, 1902)
- Arany János esztétikai nézetei (Budapest, 1905)
- Művészeti problémák (Budapest, 1909)